# León VIII
León VIII (Roma, c. 915-1 de marzo del 965) fue el papa 132.º de la Iglesia católica desde 964 hasta 965.

## Biografía
Elegido papa a raíz del sínodo convocado por el emperador Otón I y en el que se depuso a Juan XII, era un seglar que recibió las órdenes sagradas (ostiario, lector, acólito, subdiácono, diácono, presbítero y obispo), el mismo día de su elección.
Su pontificado se puede dividir en dos etapas: la primera, en la que ciertos historiadores lo califican como antipapa, abarca desde su coronación, el 6 de diciembre de 963, hasta la deposición de Benedicto V en junio de 964; la segunda etapa se extiende desde esa fecha hasta su muerte y en ella ya sí puede ser considerado el verdadero papa.
En efecto, al ser elegido, su antecesor, el depuesto Juan XII, se vio obligado a una huida en la que se llevó el tesoro de la Iglesia, con el que organizó un ejército con el que regresó a Roma en febrero de 964, aprovechando que el emperador Otón había regresado a Alemania. 
Con la vuelta a Roma de Juan XII, el que se vio obligado a huir fue León VIII, por lo que no estuvo presente en el concilio que lo depuso como pontífice y anuló todas las ordenaciones realizadas 
por él.
A los pocos días de clausurarse dicho concilio, Juan XII fallecía; pero esto no supuso la vuelta de León VIII al trono papal, ya que el pueblo romano eligió como sucesor a Benedicto V. Esta elección motivó el retorno a Roma, en junio de 964, del emperador Otón, quien apresó a Benedicto V, lo depuso al rango de diácono el 23 de ese mes y lo desterró en Hamburgo; tras lo cual repuso en la silla de San Pedro a su protegido León.
El interés de Otón I en mantener a León VIII como papa no fue un simple capricho personal, sino parte de una estrategia política más amplia para asegurar el control imperial sobre Roma y el papado en un momento en que la autoridad pontificia estaba muy ligada a las luchas de poder locales. Es importante destacar que León VIII no era un miembro del clero de carrera, sino un seglar que recibió todas las órdenes sagradas el mismo día de su elección, lo que indica que su ascenso fue impulsado directamente por el emperador. Esto lo convertía en un pontífice dependiente de la autoridad imperial, más proclive a respaldar las reformas y decisiones de Otón. Mantener a León VIII garantizaba que Roma estuviera alineada con la política imperial y que no se repitiera la situación con Juan XII, quien había conspirado contra Otón.
Al pontificado de León VIII se atribuyen tres documentos conocidos como Privilegium majus, Privilegium minus y Cessatio donationum, por los que el Papa renunciaba a todas las donaciones que desde Pipino el Breve se habían hecho a la Iglesia. Sin embargo, su autenticidad es dudosa, ya que parecen ser falsificaciones realizadas con motivo de la querella de las investiduras.
León VIII falleció el 1 de marzo de 965.